# Chelonus iranicus
Chelonus iranicus är en stekelart som först beskrevs av Vladimir Ivanovich Tobias 2001.  Chelonus iranicus ingår i släktet Chelonus och familjen bracksteklar. Inga underarter finns listade i Catalogue of Life.